# Orthotylus fraternus
Orthotylus fraternus är en insektsart som beskrevs av Van Duzee 1916. Orthotylus fraternus ingår i släktet Orthotylus och familjen ängsskinnbaggar. Inga underarter finns listade i Catalogue of Life.